# 拉季什夫卡 (普季夫利區)
51°18′25″N 33°54′22″E / 51.30694°N 33.90611°E
拉蒂希夫卡（烏克蘭語：Латишівка）是位於烏克蘭東北部的村莊，由蘇梅州科諾托普區的普蒂夫利市鎮負責管轄。該村處於謝伊姆河右岸，距離哈里夫卡和普季夫利2公里，海拔高度159米，2001年人口18。